# Komarovci
Komarovci is een plaats in de gemeente Kaptol in de Kroatische provincie Požega-Slavonië. De plaats telt 233 inwoners (2001).